# Phyto-aromathérapie
La phyto-aromathérapie (contraction des termes phytothérapie et aromathérapie) désigne :
- l'usage des différentes formes galéniques et dérivés des plantes médicinales, incluant les huiles essentielles, à des fins médicales,
- un néologisme créé par le docteur Jean Valnet [1],[2],[3],[4].